# Vremščica
Vremščica je gorovje/hribovje v jugozahodni Sloveniji, ki leži med Senožečami, Pivko in Divačo. Najvišji vrh je Velika Vremščica (1027 m). Ob primernih razmerah je vrh znana razgledna točka, saj razgled sega od Dolomitov, Julijskih Alp, prek Nanosa do Kamniško-Savinjskih Alp ter prek Javornikov, Snežnika in Slavnika do Jadranskega morja.

## Lega in pokrajina
Vremščica se nahaja približno 20 kilometrov vzhodno od Trsta, med Senožečami, Pivko in Divačo. Pogorje je za zahodni del masiva Snežnik (1796 m) na območju visokega krasa. Razteza se severno vzdolž spodnje Reke.
Na zahodu poteka železniška proga čez Gabrk (višina prelaza na Čebulovici 549 m) s Krasom (kraška planota, Trst kras) in nad Golim vrhom pri Senožečah (višina prehoda 621 m). Na severu gora prehaja v spodnjo planoto Slavniška ravan pri Postojni. Na vzhodu ležita Markičeva gora (825 m) in Osojnica (825 m) v bližini Pivke in Pivške kotline; južno od nje leži Košanska dolina s pritokom reke/potoka Mrzlak. Jugovzhodno na drugi strani doline Reke ležijo Brkini.
Po klasifikaciji naravnih geografskih območij Slovenije se Slavniška ravan in Vremščica obravnavata kot ena sosednja pokrajina (Slavniška ravan z Vremščico).
Zgornji greben pogorja je travnati kras, pobočja so gozdnata.